# Jiftach Spektor
Jiftach Spektor (hebrejsky יפתח ספקטור‎, ‎* 20. října 1940, Giv'at Brenner) je izraelský brigádní generál ve výslužbě, bývalý stíhací pilot Izraelského letectva a velitel leteckých základen Tel Nof a Ramat David. V současné době je členem Izraelské poradní rady při americké nevládní organizaci Israel Policy Forum.

## Životopis
Narodil se v mandátním území Palestina v roce 1940. Oba jeho rodiče byli členy Palmach, elitní úderné složky Hagany. Jeho otec, Cvi Spektor, byl velitelem operace Boatswain, neúspěšné mise Palmach v Libanonu v roce 1941 která vyústila v smrt všech jejích účastníků, a jeho matka, Šošana Spektor, byla mezi zakládajícími příslušníky Palmach a sloužila jako její adjutant. Spektor vyrůstal v kibucech Giv'at Brenner a Chulata.
Bojoval v šestidenní válce a byl jedním z pilotů podílejících se na incidentu s USS Liberty. Zúčastnil se také operace Rimon 20, vzdušné bitvy mezi stíhacími piloty Izraele a Sovětského svazu v době opotřebovací války, později bojoval v jomkipurské válce a podílel se také na operaci Opera, izraelském bombardování iráckého jaderného reaktoru Osirak v roce 1981. Během své služby v Izraelském letectvu zastával postupně funkce velitele 101. a 107. peruti a leteckých základen Ramat David a Tel Nof. Spektor sestřelil dvanáct nepřátelských letadel, osm ve stroji Mirage III a čtyři jako pilot F-4 Phantom II.
V roce 1992 získal Cenu Jicchaka Sadeho, udělovanou za literární díla s vojenskou tematikou, za knihu Sen v černi a azuru, beletrizovaný popis zážitků bojové peruti v době jomkipurské války.
V roce 2003 byl jedním z 27 záložních pilotů a bývalých pilotů zproštěných povinnosti záložní služby kteří podepsali „dopis pilotů“, kde deklarovali odmítnutí provádět operace proti cílům na Západním břehu a v Pásmu Gazy, které označili za nelegální a nemorální.